# Alstads församling
Alstads församling var en församling i Lunds stift och i Trelleborgs kommun. Församlingen uppgick 2010 i Anderslövs församling.

## Administrativ historik
Församlingen bildades 1980 genom sammanslagning av Fru Alstads, Lilla Slågarps, Stora Slågarps och Västra Alstads församlingar. Församlingen utgjorde till 2010 ett eget pastorat. Församlingen uppgick 2010 i Anderslövs församling.

## Kyrkor
- Fru Alstads kyrka
- Lilla Slågarps kyrka
- Stora Slågarps kyrka
- Västra Alstads kyrka